# Chloropsis kinabaluensis
Chloropsis kinabaluensis là một loài chim trong họ Chloropseidae.